# 劉法良
劉法良（?—?），南北朝刘宋明帝劉彧第二子，母為谢修仪，晋熙王劉燮之胞兄。
僅知生年介於宋後廢帝和宋順帝之間。早夭，未封王。